# Deichmanova knihovna
Deichmanova knihovna, norsky Deichman, je městská knihovna v norském hlavním městě Oslo a nejstarší veřejná knihovna v Norsku. Knihovní fond obsahoval v roce 2020 zhruba 1,4 milionu fyzických i digitálních položek – knih, časopisů, filmů, hudebních nahrávek a podobně. V témže roce měla knihovna přes 250 zaměstnanců a kromě hlavní budovy má 23 poboček a různá specializovaná oddělení jako nemocniční a vězeňské knihovny.
Knihovna je pojmenována po podnikateli Carlu Deichmanovi, který ve své závěti v roce 1870 daroval městu Oslo svojí sbírku knih. Tento soubor byl doplněn o několik menších sbírek a roku 1875 se knihovna otevřela veřejnosti. Když v roce 1898 převzal vedení instituce Haakon Nyhuus, začala se modernizovat po americkém vzoru a stala se přední institucí svého druhu v celé severní Evropě. V roce 1914 vznikla v jejím rámci první norská budova zamýšlená od počátku jako knihovna – pobočka Grünerløkka, a v roce 1933 byla postavena nová hlavní budova ve čtvrti Hammersberg. V roce 2013 městská rada Oslo rozhodla o výstavbě nové budovy a to ve čtvrti Bjørvika, nedaleko Opery, a ta byla otevřena 18. června 2020. V roce 2018 také došlo k přejmenování instituce z Det deichmanske bibliotek „Deichmanova knihovna“ na Deichman a namísto součástí Ministerstva kultury se stala samostatnou městskou organizací.

## Galerie

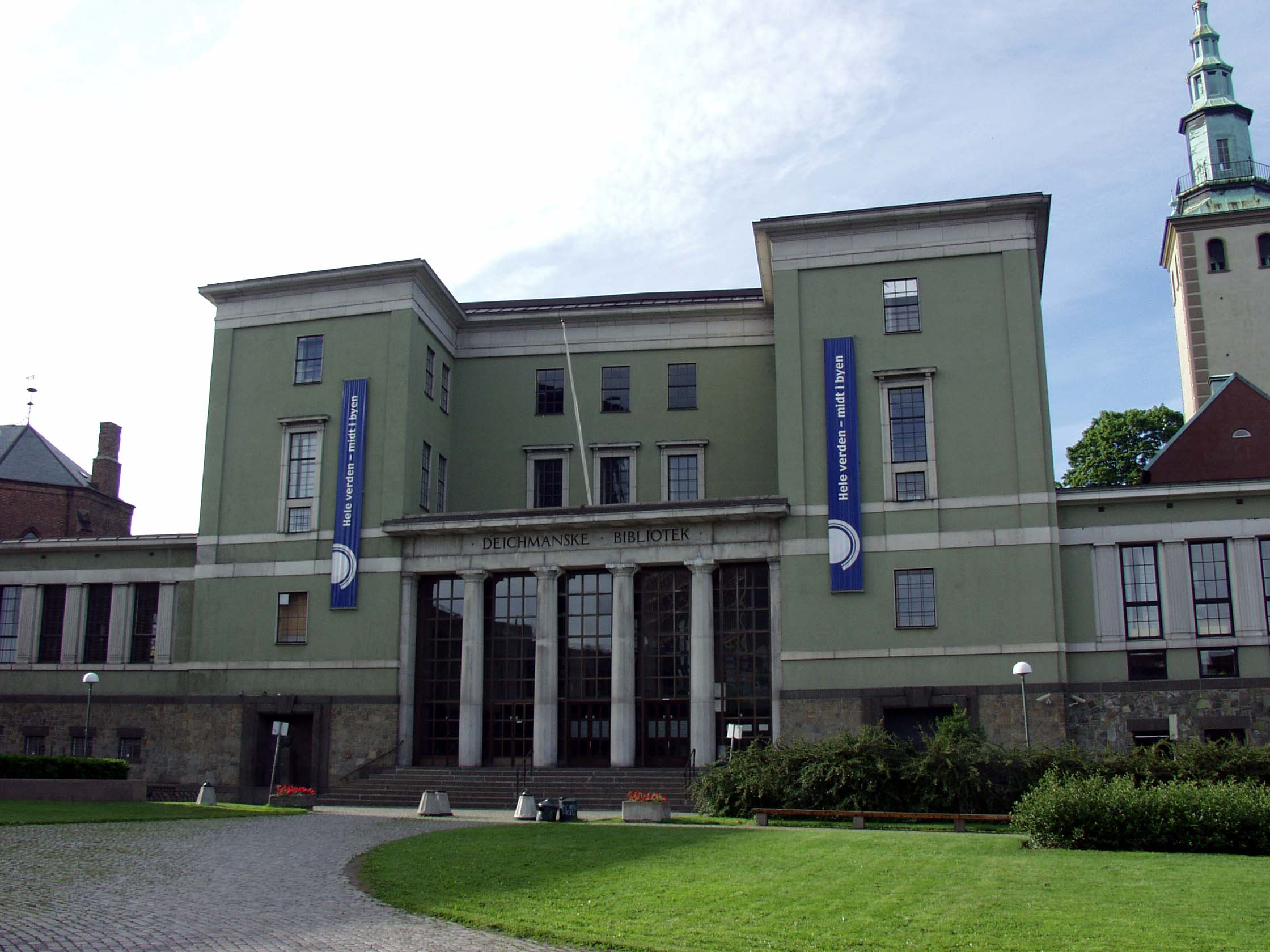
Bývalá hlavní budova knihovny v Hammersbergu z roku 1933
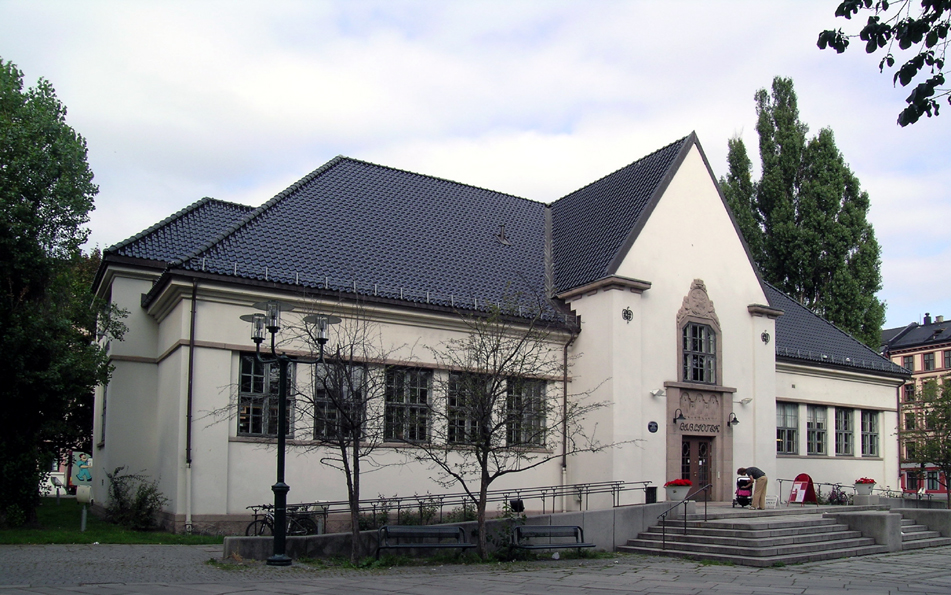
Pobočka Grünerløkka
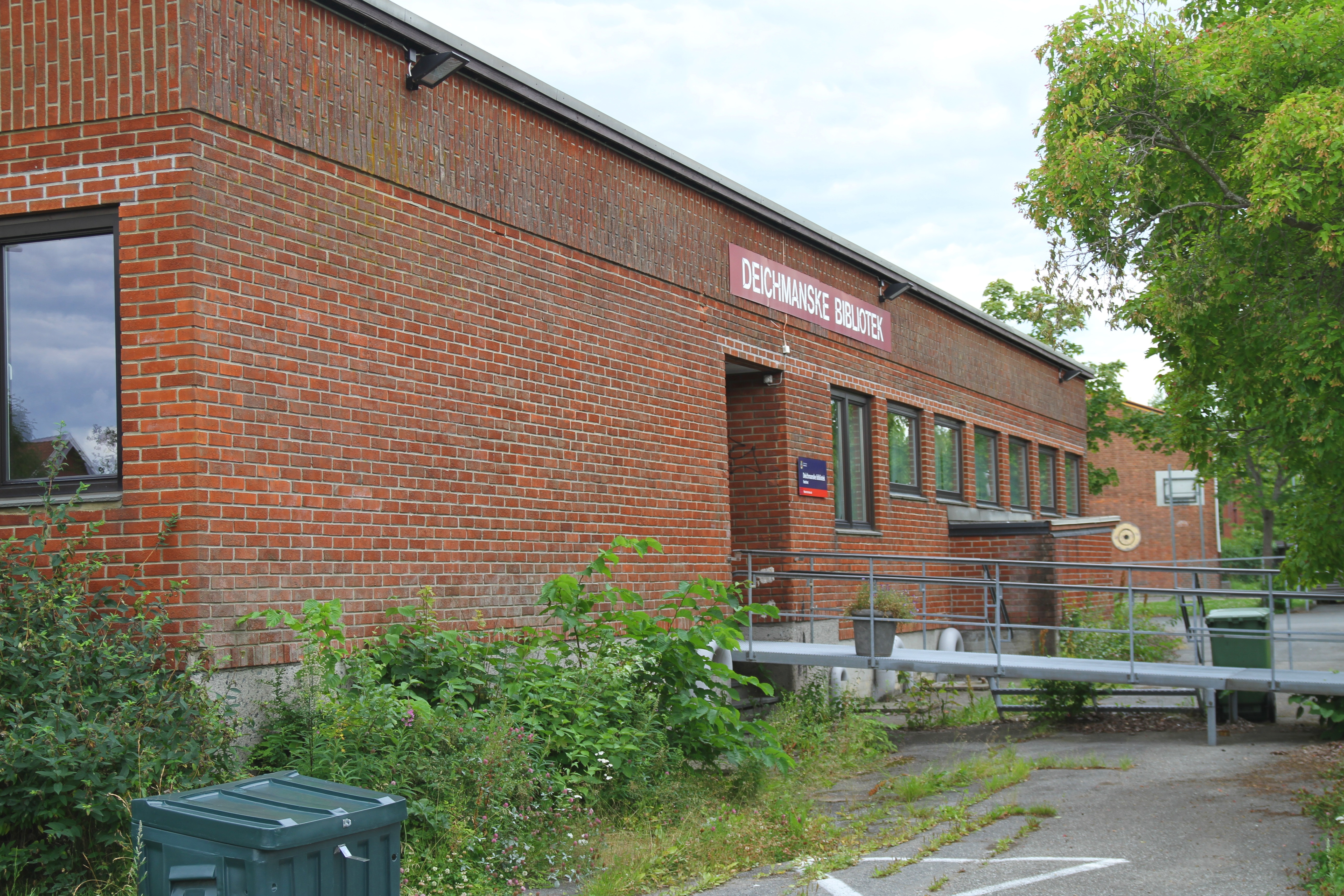
Pobočka Nordtvet
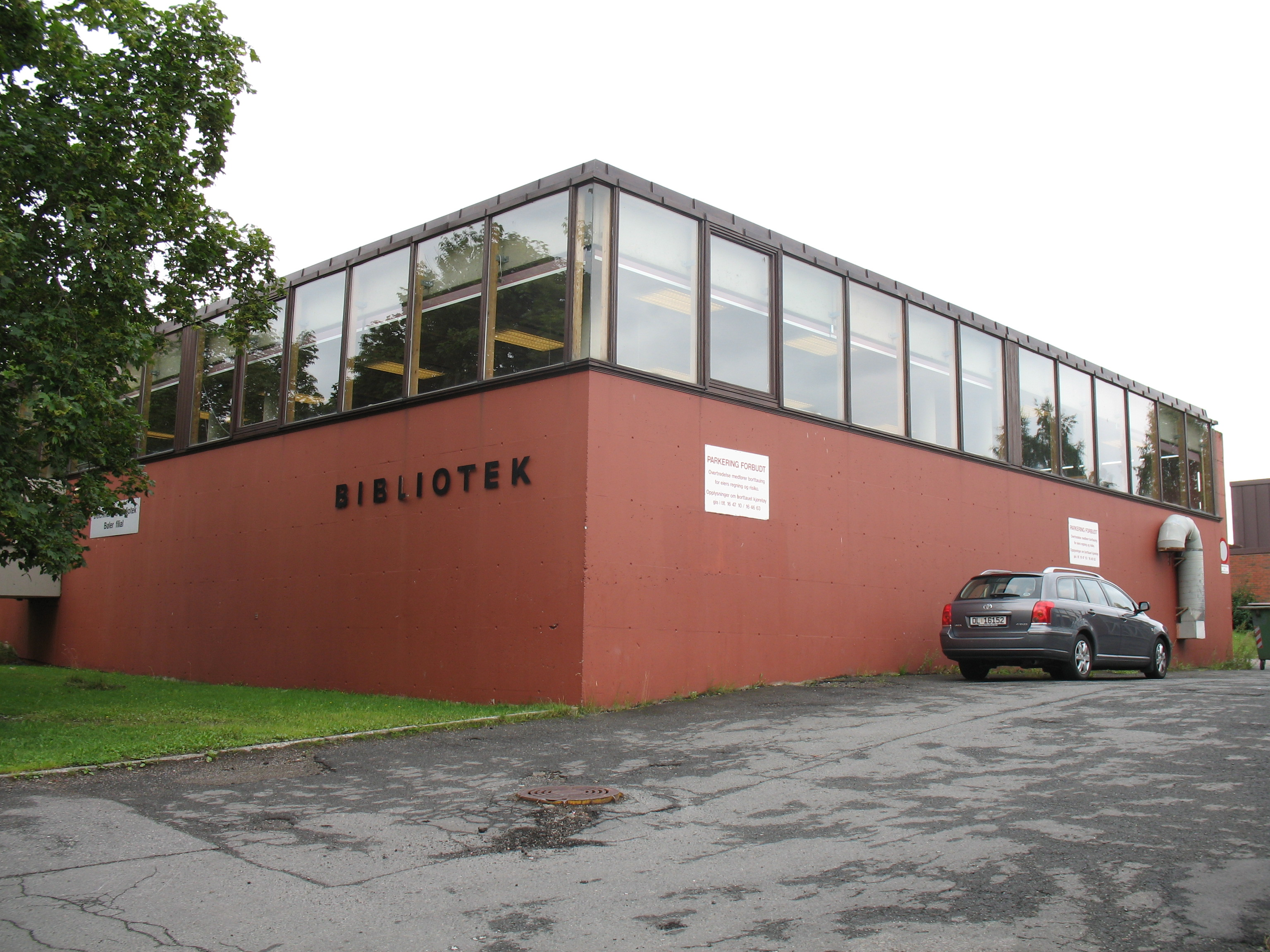
Pobočka Bøler